# Moneta bancaria
La moneta bancaria è costituita dai mezzi di pagamento che il sistema bancario mette a disposizione  dei depositanti.
In particolare il rapporto di conto corrente consente l'uso come strumenti di pagamento del bonifico, dell'assegno bancario, delle carte di debito (bancomat) e delle carte di credito. Possono essere usati come mezzi di pagamento anche i libretti al portatore (depositi a risparmio) ma il loro uso in Italia è stato drasticamente limitato dalla legge contro il riciclaggio. Rientrano nella moneta bancaria, cioè sono strumenti bancari di pagamento, anche gli assegni circolari (emessi con addebito sul deposito del richiedente) e le carte di debito ricaricabili emesse dietro versamento di contante allo sportello o mediante addebito sul conto corrente o deposito a risparmio.
La moneta bancaria viene spesso indicata come "moneta scritturale", in quanto basata su annotazioni (per l'appunto, scritture) formate dalla banca, piuttosto che su entità fisiche come banconote o monete metalliche..
La moneta bancaria è accettata in pagamento sia dai privati che dalla pubblica amministrazione. Come è noto sono solo gli assegni bancari che non sempre vengono accettati in pagamento dai privati in quanto possono essere "scoperti", ossia non ci sono fondi nel conto corrente del traente. In tutti gli altri casi gli assegni bancari sono in genere sempre accettati in pagamento S.B.F. (Salvo Buon Fine).